# Merry Andrew
『Merry Andrew』（メリー・アンドリュー）は、安藤裕子が2006年1月25日にリリースした4枚目のアルバム。

## 解説
フルアルバムでは2枚目となるオリジナルアルバム。2005年11月より、月桂冠『定番酒つき』のCMソングに「のうぜんかつら（リプライズ）」が起用されたこともあり、オリコンアルバムチャートでの最高位は前作の64位を大きく上回る、10位を記録。自身初のチャート10入りを果たし、売上も10万枚近いヒットとなった。
本作発売を機に音楽番組などへの出演も増え、タイアップで話題となった「のうぜんかつら（リプライズ）」はテレビ朝日系『ミュージックステーション』でも披露された。
タワーレコード・HMV・TSUTAYA・新星堂では、先着限定で店舗別に4パターンのオリジナルポストカードを封入した（店頭販売のみ）。

## 収録曲
全作詞：安藤裕子
1. ニラカイナリィリヒ
作曲：安藤裕子、編曲：山本隆二
2. Green Bird Finger.
作曲：安藤裕子／山本隆二、編曲：山本隆二
3. のうぜんかつら
作曲：安藤裕子／山本隆二、編曲：山本隆二
4. 煙はいつもの席で吐く
作曲：安藤裕子、編曲：山本隆二
5. み空
作曲：安藤裕子、編曲：山本隆二
6. あなたと私にできる事
作曲：安藤裕子、編曲：山本隆二
2ndシングル。
7. さみしがり屋の言葉達
作曲：宮川弾、編曲：山本隆二
本人出演のau『W32H』CMソングとなった4thシングル。
8. ポンキ
作曲：安藤裕子、編曲：山本隆二
9. 愛の日
作曲：安藤裕子、編曲：山本隆二
10. Lost child,
作曲：安藤裕子、編曲：山本隆二
映画『人形霊』テーマソング。3rdシングル。
11. 夜と星の足跡 三つの提示
作曲：安藤裕子、編曲：山本隆二
12. 星とワルツ
作曲：安藤裕子、編曲：山本隆二
WOWOWドラマ『巷説百物語 狐者異』テーマソング。
13. 彼05
作曲：安藤裕子、編曲：山本隆二
14. のうぜんかつら（リプライズ）
作曲：安藤裕子／山本隆二、編曲：山本隆二
月桂冠『定番酒つき』CMソング。この曲で安藤の存在が世間に広く知れわたることとなった。